# Liste des maires de Cahors
La liste des maires de Cahors présente la liste des maires de la commune française de Cahors, préfecture du Lot, située en région Occitanie.
L'actuel maire de Cahors est Jean-Luc Marx. Élu le 16 octobre 2023, il remplace Jean-Marc Vayssouze-Faure, devenu sénateur du Lot.

## L'hôtel de ville

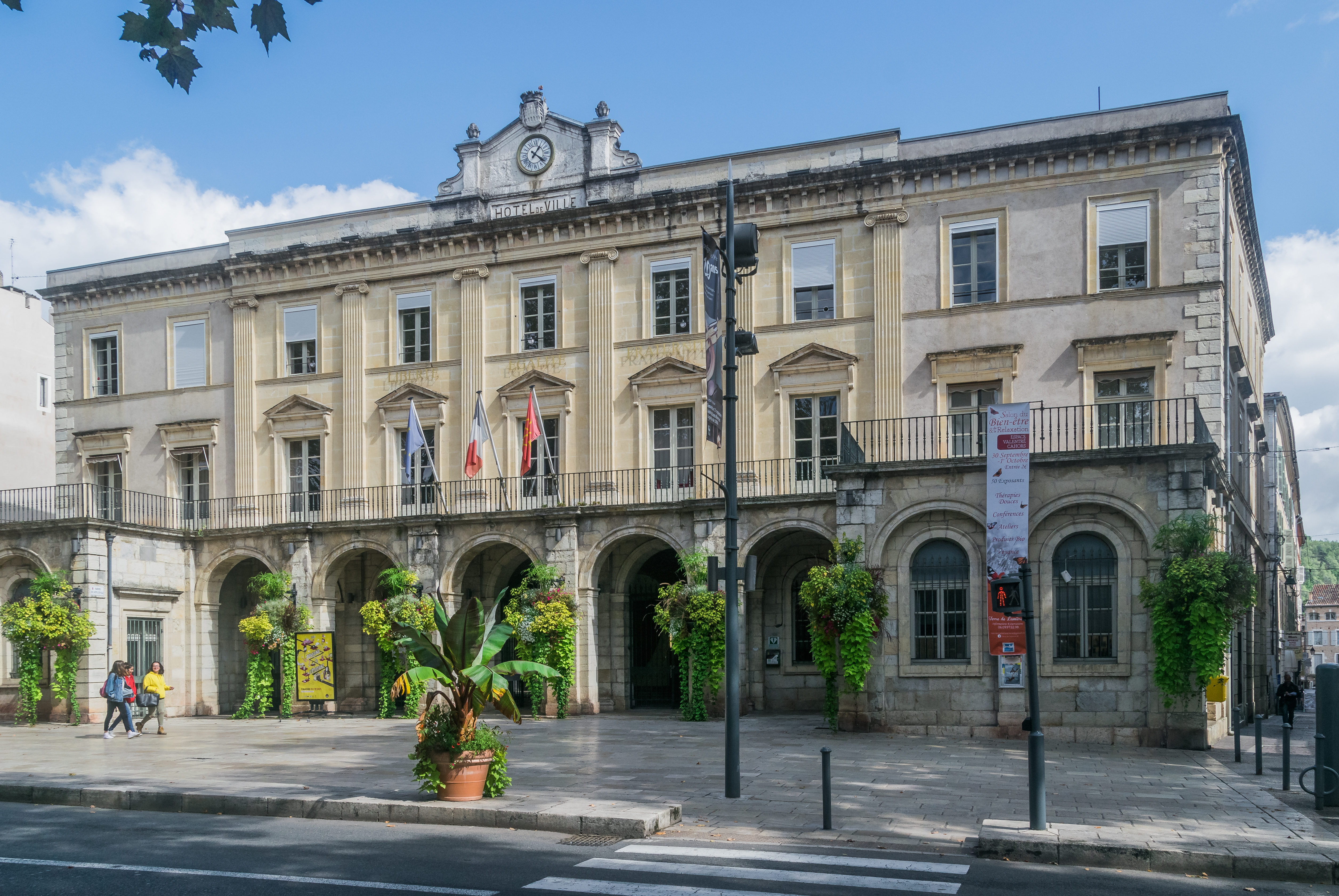
L'hôtel de ville de Cahors.

## Liste des maires

### Sous l'Ancien Régime
| Période                                  | Période | Identité                                                                              | Étiquette | Qualité                                                         |
| ---------------------------------------- | ------- | ------------------------------------------------------------------------------------- | --------- | --------------------------------------------------------------- |
| Les données manquantes sont à compléter. |         |                                                                                       |           |                                                                 |
| 1740                                     | 1742    | Jean-Joseph Gisbert                                                                   |           |                                                                 |
| 1742                                     | 1760    | François Latour-Doyoux                                                                |           |                                                                 |
| 1763                                     | 1763    | Chamond, Leblanc, Caussade, Dayma                                                     |           |                                                                 |
| 1763                                     | 1765    | Noble Doplas                                                                          |           |                                                                 |
| 1766                                     | 1769    | Hugues Benoît d'Hélyot                                                                |           |                                                                 |
| 1770                                     | 1783    | Mis. de Lavalette-Parisot                                                             |           |                                                                 |
| 1784                                     | 1786    | Jean Leblanc                                                                          |           |                                                                 |
| 1786                                     | 1789    | Comte Louis de Durfort-Léobard (1721-1799) Seigneur de Vadans et de La Roque-Montamel |           | Lieutenant au régiment Royal-Marine Commandant au fort de Médoc |

### Entre 1790 et 1945
| Période                                  | Période     | Identité                          | Étiquette              | Qualité |
| ---------------------------------------- | ----------- | --------------------------------- | ---------------------- | --- |
| 1790                                     | 1790        | Amable de Baudus                  |                        | Magistrat, journaliste et diplomate |
| 1790                                     | 1790        | Bertrand Laulahié                 |                        | |
| 1790                                     | 1791        | Jean Salleles                     | Modéré                 | Homme de loi Député du Lot à la Convention (1792 → 1795) |
| 1792                                     | 1792        | Pierre Lavergne                   |                        | Homme de loi |
| 1793                                     | 1793        | Michel Hilletard                  |                        | |
| 1793                                     | 1794        | M. Lagarde                        |                        | |
| 1794                                     | 1794        | Jean-Antoine Durand               |                        | |
| 1795                                     | 1795        | M. Lagarde                        |                        | |
| 1796                                     | 1796        | M. Reygade                        |                        | |
| 1799                                     | 1799        | M. Lustrac                        |                        | |
| avril 1800                               | 1800        | François Lagarde                  |                        | Ancien officier de marine Député du Lot au Conseil des Cinq-Cents (avr. → déc. 1799) |
| Les données manquantes sont à compléter. |             |                                   |                        | |
| 1810                                     | 1813        | François Lagarde                  |                        | Ancien officier de marine Chevalier d'Empire (1808) (1804) |
| 1814                                     | 1830        | Pierre de Regourd de Vaxis        | Majorité ministérielle | Ancien officier Député du Lot (1er arr.) (1820 → 1830) |
| 1831                                     | 1834        | Alexandre Conté                   | Orléaniste             | Avocat Conseiller général du Lot Député du Lot (circ. de Cahors) (1831 → 1834) puis (circ. de Figeac) (1835 → 1837) (1835) |
| 1835                                     | 1838        | Étienne Brives (1780-1847)        |                        | Industriel, président du tribunal de commerce Premier adjoint au maire Conseiller général de Cahors-Sud (1833 → 1848) |
| Les données manquantes sont à compléter. |             |                                   |                        | |
| 1847                                     | 1849        | Victor Carla                      |                        | Notaire Député du Lot (1848 → 1849) Conseiller général de Cahors-Sud (1848 → 1852) |
| 1849                                     | 1851        | Jean-François Caviole (1790-1870) |                        | Médecin à l'hospice de Cahors |
| 1851                                     | 1855        | Jean Michel Auguste Berton        |                        | Avoué Conseiller général de Cahors-Nord (1848 → 1855) |
| 1855                                     | 1860        | Louis Achille Bessières           | Droite                 | Avocat Conseiller général de Cahors-Nord (1855 → 1880) |
| 1860                                     | 1863        | Jean-François Caviole (1790-1870) |                        | Médecin à l'hospice de Cahors (1862) |
| 1863                                     | 1863        | Joachim Murat                     | Droite Bonapartiste    | Chargé d'affaires Député du Lot (1854 → 1870 et 1871 → 1889) Conseiller général de Labastide-Murat (1854 → 1901) Maire de Labastide-Murat (1860 → 1865) |
| 1863                                     | 1870        | Louis Achille Bessières           | Droite                 | Avocat Conseiller général de Cahors-Nord (1855 → 1880) |
| 1870                                     | 1870        | Fabien de Garrigues de Flaujac    | Légitimiste            | Propriétaire-rentier Préfet du Lot (sept. → nov. 1870) Maire de Flaujac |
| 1870                                     | 1870        | Alex Ausset                       |                        | |
| 1871                                     | 1874        | Fabien de Garrigues de Flaujac    | Légitimiste            | Propriétaire-rentier |
| 1874                                     | 1881        | Étienne-Auguste Reilhé            | Républicain            | Docteur en médecine Conseiller général de Cahors-Nord (1880 → 1910) |
| 1882                                     | 1887        | François Sirech                   |                        | |
| 1887                                     | 1906        | Jean-Henri Costes                 | Républicain PRRRS      | Notaire Conseiller municipal (1878 → 1881) Adjoint au maire (1881 → 1887) Sénateur du Lot (1901 → 1906) Conseiller général de Cahors-Sud (1901 → 1913) Conseiller d'arrondissement (1883 → 1901) Président du conseil d'arrondissement (1888 → 1895)                                                                 |
| 1906                                     | 1906        | Jean-Baptiste Delpech             | PRRRS                  | |
| 1907                                     | 1919        | Pierre Darquier                   | PRRRS                  | Docteur en médecine, médecin neurologue Conseiller général de Montcuq (1913 → 1919) |
| 1919                                     | 1942        | Anatole de Monzie                 | PSF puis USR           | Avocat à la cour d'appel de Paris Sous-secrétaire d'État puis ministre Député du Lot (circ. de Cahors) (1909 → 1919 et 1929 → 1942) Sénateur du Lot (1920 → 1929) Conseiller général de Castelnau-Montratier (1904 → 1919) Conseiller général de Saint-Céré (1919 → 1940) Président du conseil général (1919 → 1940) |
| 1942                                     | 1944        | Xavier Gisbert (1881-1964)        |                        | Avocat au barreau de Cahors Nommé conseiller départemental en 1943 |
| août 1944                                | 19 mai 1945 | Joseph Teysseyre (1902-1993)      | PCF                    | Cheminot, résistant Président du Comité de libération Adjoint au maire (1955 → 1959) Conseiller général de Cahors-Sud (1967 → 1979) |

### Depuis 1945
Depuis l'après-guerre, dix maires se sont succédé à la tête de la commune.
| Période           | Période           | Identité                    | Étiquette      | Qualité |
| ----------------- | ----------------- | --------------------------- | -------------- | --- |
| 19 mai 1945       | 21 septembre 1955 | Jean Calvet (1889-1962)     | PRRRS          | Médecin à l'hôpital de Cahors Conseiller général de Cahors-Sud (1945 → 1961) Ancien conseiller d'arrondissement (1931 → 1937) (1950) Démissionnaire |
| 21 septembre 1955 | 25 mars 1959      | Zacharie Lafage (1891-1967) | PRRRS          | Professeur, directeur d'EPS Premier adjoint (1945 → 1947) |
| 25 mars 1959      | 27 mars 1965      | Lucien Bénac (1884-1967)    | PRRRS          | Instituteur retraité (1959) |
| 27 mars 1965      | 1965              | Pierre Ségala               |                | Docteur en médecine, déporté résistant Adjoint au maire (1959 → 1965 et 1965 → 1967) |
| 1965              | 4 mai 1990        | Maurice Faure               | PRRRS puis MRG | Professeur agrégé, résistant Ministre et secrétaire d'État (IVe et Ve République) Député européen (1re lég.) (1979 → 1981) Député du Lot (Lot puis 1re circ.) (1951 → 1983) Sénateur du Lot (1983 → 1988) Conseiller régional de Midi-Pyrénées Conseiller général de Montcuq (1963 → 1994) Président du conseil général (1970 → 1994) Réélu en 1971, 1977, 1983 et 1989 Mandat écourté après l'annulation du scrutin de 1989 |
| 4 mai 1990        | 25 mars 2001      | Bernard Charles             | MRG/PRG        | Pharmacien Député du Lot (1re circ. puis Lot) (1983 → 2002) Président de la CC du pays de Cahors (1996 → 2001) Élu à la suite d'une élection municipale partielle Réélu en 1995 |
| 25 mars 2001      | 2 janvier 2003    | Michel Roumégoux            | UDF puis UMP   | Vétérinaire Député du Lot (1re circ.) (2002 → 2007) Conseiller général de Cahors-Nord-Est (1999 → 2002) Président de la CC du pays de Cahors (2001 → 2003) |
| 20 janvier 2003,  | 21 mars 2008      | Marc Lecuru,                | UMP            | Chirurgien-dentiste Adjoint au maire (2001 → 2003) Président de la CC du pays de Cahors (2003 → 2008) Président de Cahors rugby (2010 → 2012) |
| 21 mars 2008      | 16 octobre 2023   | Jean-Marc Vayssouze-Faure   | PS             | Attaché territorial Sénateur du Lot (2023 → ) Président de la CC du pays de Cahors (2008 → 2009) Président du Grand Cahors (2010 → 2023) Président de l'AMF 46 (2014 → ) Président de l'AMF Occitanie (2016 → ) Réélu en 2014, et 2020 Démissionnaire après son élection comme sénateur |
| 16 octobre 2023,  | En cours          | Jean-Luc Marx,              | DVG            | Préfet hors classe honoraire Premier adjoint au maire (2020 → 2023) 2e vice-président du Grand Cahors (2020 → 2023) Président du Grand Cahors (2023 → ) |